# Бахата
Бахата је деби албум српског певача МС Стојана, издат 2017. године за IDJTunes. На албуму се налази десет песама које је Стојан претходно објавило као синглове и све песме имају одговарајући спот. Песма Бахата (дует са Ђансом) је објављена 2016. године као и песме Опасна, До задње паре (дует са Ђанијем) и Мама. Године 2017, пет песама је убацио на албум Burj Khalifa (дует са Ђансом и Young Palk-ом), Остани будна, Аман, аман (дует са Trik FX), Пикасо и Балканка (дует са Љупком Стевић). На албуму се налази и песма Краљеви града са Ацом Лукасом коју је објавио 2015. године.